# Krists Plendišķis
Krists Plendišķis (* 30. Oktober 1989) ist ein lettischer Basketballtrainer und -spieler.

## Laufbahn
Krists Plendišķis spielte in seiner lettischen Heimat unter anderem für Ventspils augstskola in der zweiten Liga des Landes. 2006 kam er nach Bremen und spielte in den folgenden Jahren für den Vegesacker TV sowie die BSG Bremerhaven in der zweiten Regionalliga sowie für das Team Bremen in der Nachwuchs-Basketball-Bundesliga. Darüber hinaus sammelte er Trainererfahrung im Bremerhavener Jugendbereich.
2011 wechselte er als Trainer nach Cuxhaven, wurde Assistenztrainer der Cuxhaven BasCats in der 2. Bundesliga ProA und beim Stammverein SV Rot-Weiss Cuxhaven Cheftrainer der Herrenmannschaft in der Oberliga sowie Jugendtrainer. Da BasCats-Cheftrainer Vilmantas Matkevičius aus gesundheitlichen Gründen ausfiel, übernahm Plendišķis in der Saison 2011/12 zunächst interimistisch und dann fest den Cheftrainerposten in der 2. Bundesliga ProA. Dieses Amt behielt er inne und unterschrieb im Mai 2012 einen Zweijahresvertrag.
In der Saison 2012/13 führte der Lette Cuxhaven auf den fünften Rang in der ProA-Hauptrunde, im Playoff-Viertelfinale verlor seine Mannschaft dann gegen die BG Karlsruhe. Ende Dezember 2014 wurde er seines Amtes enthoben, zu dem Zeitpunkt belegten die Niedersachsen den letzten Tabellenplatz in der 2. Bundesliga ProA.
Zur Saison 2015/16 wechselte Plendišķis zum EBC Rostock, übernahm dort das Traineramt der Herrenmannschaft in der zweiten Regionalliga und Aufgaben im Jugendbereich. Zeitweise agierte er für die Hanseaten in der zweiten Regionalliga als Spielertrainer. Er blieb bis August 2017 im Amt und wurde wenige Tage nach seinem Abschied aus Rostock als Cheftrainer der U19-Jungenmannschaft der Spielgemeinschaft Ehingen/Urspring in der Nachwuchs-Basketball-Bundesliga vorgestellt. Zudem fungierte er in Ehingen als Co-Trainer der Zweitligamannschaft. In Ehingen/Urspring war Plendišķis bis 2020 tätig. Anschließend wechselte er nach Ulm und wurde in der Nachwuchsarbeit des Bundesligisten Ratiopharm Ulm tätig: Plendišķis übernahm das Traineramt in der Regionalliga-Mannschaft sowie das Amt des Assistenztrainers in der NBBL.